# Denversaurus
Denversaurus („Denverský ještěr“) byl obrněný nodosauridní dinosaurus. Žil na konci svrchní křídy (stupeň maastricht) na území dnešního západu Severní Ameriky (státy Jižní Dakota, Texas a Wyoming). Šlo o posledního známého nodosaurida, žijícího před hromadným vymíráním na konci křídy.

## Historie objevu
První exemplář tohoto dinosaura byl objeven v roce 1922, vědecky popsán byl roku 1943 (ještě pod názvem Edmontonia longiceps). Roku 1988 přisoudil materiálu vlastní rodové jméno Denversaurus paleontolog Robert T. Bakker. V pozdějších letech byla platnost tohoto rodu často zpochybňována, v roce 2015 ji však podpořil na základě fylogeneze Michael Burns. Celkem jsou známy tři exempláře, které by mohly k tomuto rodu patřit, kromě holotypu DMNH 468 jde také o lebku s označením AMNH 3076 a nejkompletnější exemplář BHI 127327. Fosilie tohoto dinosaura byly objeveny například v sedimentech souvrství Lance nebo Hell Creek.

## Popis
Tento robustní čtyřnohý býložravec s tělesným "pancířem" dosahoval délky kolem 6 metrů a hmotnosti asi 3000 kilogramů, patřil tedy k velkým nodosauridům. Lebka holotypu je dlouhá téměř 50 cm a široká necelých 35 cm.

### Česká literatura
- SOCHA, Vladimír (2021). Dinosauři – rekordy a zajímavosti. Nakladatelství Kazda, str. 16.